# آبنسبرغ
آبنسبرغ (بالألمانية: Abensberg) هي municipality of Germany تقع في ألمانيا في منطقة كلهايم.

## أعلام
- برنهارد رومب